# Grootboekrekening
Een grootboekrekening is een rekening bestaande uit een lijst van gelijksoortige uitgaven- en inkomstenposten. Elke grootboekrekening is van het type balansrekening of van het type resultaatrekening. Het grootboek is de verzameling van alle grootboekrekeningen. Hiermee is inzicht te verkrijgen in de financiële stromen die omgaan in een bedrijf, vereniging, stichting, enz. Elke grootboekrekening die wordt aangemaakt, krijgt een uniek rekeningnummer (niet te verwarren met het nummer van een betaalrekening) toegewezen. Alle grootboekrekeningen bij elkaar worden grootboek of grootboekrekeningschema genoemd.
Voorbeelden van balansrekeningen zijn:
- gebouw
- inventaris
- machine
- eigen vermogen
- lening
- bank
- debiteuren
- crediteuren
- kas

Voorbeelden van resultaatrekeningen zijn:
- inkopen
- verkopen
- reiskosten
- salarissen
- computerkosten
- advertentiekosten
- rente

De resultaatrekeningen geven weer door welke oorzaken het eigen vermogen verandert. Van sommige andere grootboekrekeningen kunnen ook specificaties worden bijgehouden. Bijvoorbeeld achter de rekening debiteuren hangt een subgrootboek met een rekening per debiteur. 